# Animalize
Animalize (рус. «Превращайся в животное») — двенадцатый студийный альбом американской рок-группы Kiss, вышедший в 1984 году.
В продолжение коммерческого возрождения, начавшегося с диска Lick It Up, Animalize стал платиновым 12 декабря 1984 года. Animalize был самым высоко продаваемым альбомом KISS после альбома 1977 года Alive II.
Альбом был отмечен появлением соло гитариста Марка Сент-Джона, который заменил Винни Винсента в апреле 1984 года. Сент-Джон был вынужден покинуть Kiss во время последующего тура после выявления диагноза Синдрома Рейтера. В ноябре 1984 он покинул группу; он стал третьим гитаристом, который покинул Kiss за последние 2 года.
Когда у Kiss спросили, что значит 'Animalize', Стэнли сказал, что люди начали больше походить на компьютеры — и что «создание музыки путём нажатия клавиш» не приносит удовольствия[уточнить].
На протяжении многих лет «Heaven’s on Fire» была единственной песней с этого альбома, которая всегда исполнялась на концертах.

## Список композиций
| №                   | Название                                                           | Автор(ы)                  | Основной вокал      | Длительность |
| ------------------- | ------------------------------------------------------------------ | ------------------------- | ------------------- | ------------ |
| 1.                  | «I've Had Enough (Into the Fire)» (с англ. — «Я Сыт (В Огне)»)     | Пол Стэнли, Дезмонд Чайлд | Стэнли              | 3:50         |
| 2.                  | «Heaven's on Fire» (с англ. — «Небеса в Огне»)                     | Стэнли, Чайлд             | Стэнли              | 3:18         |
| 3.                  | «Burn Bitch Burn» (с англ. — «Гори, С*ка, Гори»)                   | Джин Симмонс              | Симмонс             | 4:38         |
| 4.                  | «Get All You Can Take» (с англ. — «Возьми Всё, что Сможешь Взять») | Стэнли, Митч Вайсман      | Стэнли              | 3:42         |
| 5.                  | «Lonely Is the Hunter» (с англ. — «Одинокий и есть Охотник»)       | Симмонс                   | Симмонс             | 4:27         |
| Общая длительность: | Общая длительность:                                                | Общая длительность:       | Общая длительность: | 19:55        |

| №                   | Название                                                        | Автор(ы)                 | Основной вокал      | Длительность |
| ------------------- | --------------------------------------------------------------- | ------------------------ | ------------------- | ------------ |
| 6.                  | «Under the Gun» (с англ. — «Под Прицелом»)                      | Стэнли, Эрик Карр, Чайлд | Стэнли              | 3:59         |
| 7.                  | «Thrills in the Night» (с англ. — «Острые Ощущения Ночью»)      | Стэнли, Жан Бовуар       | Стэнли              | 4:18         |
| 8.                  | «While the City Sleeps» (с англ. — «Пока Город Спит»)           | Симмонс, Вайсман         | Симмонс             | 3:39         |
| 9.                  | «Murder in High-Heels» (с англ. — «Маньяк на Высоких Каблуках») | Симмонс, Вайсман         | Симмонс             | 3:51         |
| Общая длительность: | Общая длительность:                                             | Общая длительность:      | Общая длительность: | 15:47        |

## Участники записи

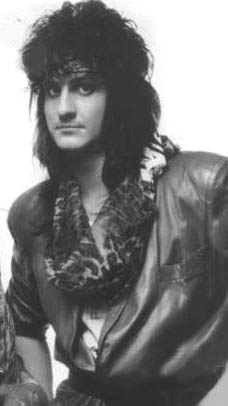
Марк Сент-Джон

- Пол Стэнли — ритм-гитара; вокал, бас-гитара на «I've Had Enough (Into the Fire)»
- Джин Симмонс — бас-гитара; вокал
- Марк Сент-Джон — соло-гитара
- Эрик Карр — ударные; перкуссия, бэк-вокал

Остальные музыканты
- Дезмонд Чайлд — бэк-вокал
- Брюс Кулик — соло-гитара на «Lonely Is the Hunter», гитарные наложения на «Murder in High Heels»
- Жан Бовуар — бас-гитара на «Get All You Can Take», «Thrills In The Night» и «Under the Gun»
- Митч Вайсман — гитарные наложения на «Get All You Can Take» и "While the City Sleeps", бас-гитара на «Murder in High Heels»
- Аллан Шварцберг — ассорти из наложений ударных.
- В интервью, проведенных Rockapges.gr Митч Вайсман говорит: «И я был доволен материалом, который мы создали (3 песни с альбома). Я даже играл на басу на этих треках, хотя я не был указан»[7].

## Чарты
Альбом
| Год  | Чарт              | Позиция |
| ---- | ----------------- | ------- |
| 1984 | The Billboard 200 | 20      |
| 1984 | UK Albums Chart   | 11      |

Синглы
| Год  | Страна     | Чарт                      | Сингл              | Позиция |
| ---- | ---------- | ------------------------- | ------------------ | ------- |
| 1984 | США        | Billboard Mainstream Rock | «Heaven’s on Fire» | 11      |
| 1984 | США        | Billboard Hot 100         | «Heaven’s on Fire» | 49      |
| 1984 | Канада     | RPM 100 Singles           | «Heaven’s on Fire» | 46      |
| 1984 | Нидерланды | MegaCharts                | «Heaven’s on Fire» | 34      |
| 1984 | Швеция     | Topplistan                | «Heaven’s on Fire» | 19      |

## Сертификации
| Дата                 | Значение   | Всего продано |
| -------------------- | ---------- | ------------- |
| 3 декабря 1984 года  | Золотой    | 500,000       |
| 12 декабря 1984 года | Платиновый | 1,000,000     |

| Дата               | Значение   | Всего продано |
| ------------------ | ---------- | ------------- |
| 1 ноября 1984 года | Золотой    | 50,000        |
| 1 марта 1985 года  | Платиновый | 100,000       |